# Naic
Naic é um município de  primeira classe de renda municipal (d) na província Cavite, nas Filipinas. De acordo com o censo de 1 de maio  de  2020 possui uma população de 160 987 pessoas e 38 935 domicílios.

## Bairros
Naic se divide politicamente em 32 bairros, 6 urbanos e 26 rurals.
- Bagong Kalsada
- Balsahan
- Bancaan
- Bucana Malaki
- Bucana Sasahan
- Capt. C. Nazareno (Pob.)
- Calubcob
- Gomez-Zamora (Pob.)
- Halang
- Humbac
- Ibayo Estacion
- Ibayo Silangan
- Kanluran Rizal
- Labac
- La Toria
- Mabolo
- Maquina
- Malainen Bago
- Malainen Luma
- Molino
- Munting Mapino
- Muzon
- Palangue Central
- Palangue 2 (Palangue Adlawan)
- Palangue 3 (Chelsea)
- Sabang
- San Roque
- Santulan
- Sapa
- Timalan Balsahan
- Timalan Concepcion